# Demetri el Bell
Demetri el Bell (en llatí Demetrius, en grec antic Δημήτριος ὁ καλός) era fill de Demetri Poliorcetes i de Ptolemaida i net de Ptolemeu I Sòter. Era també germanastre d'Antígon II Gònates. Es va casar amb Olímpies de Larissa amb la que va tenir un fill anomenat Dosó que després fou rei de Macedònia. Segurament era aquest Demetri el que va dirigir l'exèrcit macedoni per aturar una de les invasions del país que va fer Pirros de l'Epir.
A la mort de Magas rei de Cirene, la seva vídua Arsínoe, va oferir la mà de la seva filla (i hereva de Cirene) Berenice a Demetri, que va acceptar l'oferta i es va presentar a Cirene on es va casar amb Berenice i va governar sense oposició. Fou impopular degut a la relació que mantenia amb la seva sogra Arsinoe, del que la jove reina Berenice n'estava assabentada, però s'hi oposava, fins que un dia el va assassinar quan el va sorprendre al llit amb la seva mare, i de fet com a part d'una revolta organitzada per Berenice (entre 255 i 250 aC) per assolir el poder. Demetri no va tenir fills amb Berenice.